# Galesburg (Dakota Północna)
Galesburg – miasto w Stanach Zjednoczonych, w stanie Dakota Północna, w hrabstwie Traill.